# Liste der Erzbischöfe von Freiburg

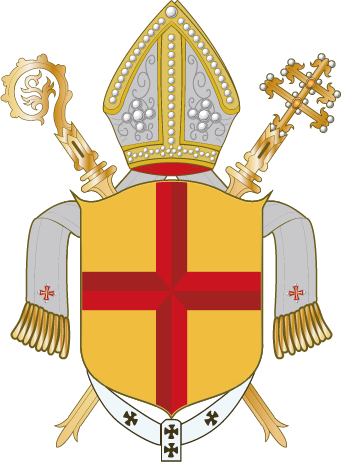
Wappen des Erzbistums

Die folgenden Personen waren bzw. sind Erzbischöfe des Erzbistums Freiburg seit der Gründung der Diözese 1827.

## Liste
| Nr. | Bischof                                      | von  | bis  | Beschreibung | Darstellung | Wappen |
| --- | -------------------------------------------- | ---- | ---- | --- | ----------- | ------ |
| 01  | Bernhard Boll OCist                          | 1827 | 1836 | * 7. Juni 1756 in Stuttgart, 1774 Eintritt in die Zisterzienserabtei Salem, am 28. September 1780 zum Ordenspriester geweiht, 1802 infolge Auflösung des Klosters als Priester in das Bistum Konstanz inkardiniert, 1821 Priester im Erzbistum Freiburg, am 7. Juni 1824 zum Erzbischof von Freiburg bestellt, am 21. Mai 1827 von Papst Leo XII. bestätigt, konsekriert am 21. Oktober 1827, † 6. März 1836 |             |        |
| 02  | Ignaz Anton Demeter                          | 1836 | 1842 | * 1. August 1773 in Augsburg, am 10. August 1796 in Augsburg zum Priester geweiht, am 11. Mai 1836 zum Erzbischof von Freiburg bestellt, am 21. November 1836 vom Papst Gregor XVI. bestätigt, am 29. Januar 1837 konsekriert, † 21. März 1842 |             |        |
| 03  | Hermann von Vicari                           | 1842 | 1868 | * 13. Mai 1773 in Aulendorf, am 10. August 1796 in Konstanz zum Priester geweiht, 1821 ins Erzbistum Freiburg incardiniert, am 24. Februar 1832 zum Weihbischof in Freiburg und Titularbischof von Macri ernannt, konsekriert am 8. April 1832, am 15. Juni 1842 zum Erzbischof von Freiburg bestellt, am 30. Januar 1843 vom Papst bestätigt, am 26. März 1843 installiert, † 14. April 1868                |             |        |
| 03a | Sedisvakanz Bistumsverweser Lothar von Kübel | 1868 | 1881 | * 22. April 1823 in Sinzheim, am 19. August 1847 zum Priester geweiht, am 20. Dezember 1867 zum Weihbischof in Freiburg und Titularbischof von Leuce ernannt, konsekriert am 22. März 1868, am 5. Januar 1869 zum Apostolischen Administrator ernannt, † 3. August 1881 |             |        |
| 05  | Johann Baptist Orbin                         | 1882 | 1886 | * 22. Juni 1806 in Bruchsal, am 8. Juni 1830 zum Priester geweiht, am 2. Mai 1882 zum Erzbischof von Freiburg bestellt, am 12. Mai 1882 von Papst Leo XIII. bestätigt, konsekriert am 12. Juli 1882, † 8. April 1886 |             |        |
| 06  | Johannes Christian Roos                      | 1886 | 1896 | * 28. April 1826 in Kamp, am 22. August 1853 in Limburg zum Priester geweiht, am 19. Februar 1885 zum Bischof von Limburg bestellt, am 27. Mai 1885 von Papst bestätigt, konsekriert am 17. Mai 1885, am 2. Juni 1886 zum Erzbischof von Freiburg bestellt und am 27. Juli 1886 vom Papst bestätigt, am 21. September 1886 installiert, † 22. Oktober 1896                                                   |             |        |
| 07  | Georg Ignaz Komp                             | 1898 | 1898 | * 5. Juni 1828 in Hammelburg, am 12. Juni 1853 in Fulda zum Priester geweiht, am 27. April 1894 zum Bischof von Fulda bestellt, am 27. Mai 1885 von Papst bestätigt, konsekriert am 25. Juli 1894, am 21. März 1898 zum Erzbischof von Freiburg bestellt und am 24. März 1898 vom Papst bestätigt, † 11. Mai 1898, auf der Reise zur Inthronisation                                                          |             |        |
| 08  | Thomas Nörber                                | 1898 | 1920 | * 19. Dezember 1846 in Waldstetten, am 24. Juli 1870 zum Priester geweiht, am 2. August 1898 zum Erzbischof von Freiburg bestellt, am 5. September 1898 vom Papst bestätigt, konsekriert am 29. September 1898, † 27. Juli 1920 |             |        |
| 09  | Karl Fritz                                   | 1920 | 1931 | * 20. August 1864 in Adelhausen, am 12. Juli 1888 zum Priester geweiht, am 6. September 1920 zum Erzbischof in Freiburg bestellt, am 12. Oktober 1920 von Papst Benedikt XV. bestätigt, konsekriert am 28. Oktober 1920, † 7. Dezember 1931 |             |        |
| 10  | Conrad Gröber                                | 1932 | 1948 | * 1. April 1872 in Meßkirch, am 15. August 1897 zum Diakon und am 28. Oktober 1897 zum Priester geweiht, am 13. Januar 1931 zum Bischof von Meißen ernannt, Bischofsweihe am 1. Februar 1931, am 21. Mai 1932 zum Erzbischof von Freiburg ernannt, am 20. Juni 1932 inthronisiert, † 14. Februar 1948 |             |        |
| 11  | Wendelin Rauch                               | 1948 | 1954 | * 30. August 1885 in Zell am Andelsbach, am 28. Oktober 1910 zum Priester geweiht, am 27. Juli 1948 zum Erzbischof von Freiburg bestellt, am 27. August 1948 von Papst Pius XII. bestätigt, Bischofsweihe am 28. Oktober 1948, † 7. April 1954 |             |        |
| 12  | Eugen Seiterich                              | 1954 | 1958 | * 9. Januar 1903 in Karlsruhe, am 19. März 1926 zum Priester geweiht, am 23. Juni 1952 zum Weihbischof in Freiburg und Titularbischof von Binda ernannt, Bischofsweihe am 3. September 1952, am 27. Juli 1954 zum Erzbischof von Freiburg bestellt, am 7. August 1954 vom Papst bestätigt, am 21. September 1954 inthronisiert, † 3. März 1958                                                               |             |        |
| 13  | Hermann Schäufele                            | 1958 | 1977 | * 14. November 1906 in Stebbach, am 25. Oktober 1931 zum Priester geweiht, am 14. April 1955 zum Weihbischof in Freiburg und Titularbischof von Leptis Magna ernannt, Bischofsweihe am 11. Mai 1955, am 14. Mai 1958 zum Erzbischof von Freiburg bestellt, am 14. Juni 1958 vom Papst bestätigt, am 19. September 1958 inthronisiert, † 26. Juni 1977                                                        |             |        |
| 14  | Oskar Saier                                  | 1978 | 2002 | * 12. August 1932 in Wagensteig, am 2. Juni 1957 zum Priester geweiht, am 7. April 1972 zum Weihbischof in Freiburg und Titularbischof von Rubicon ernannt, Bischofsweihe am 29. Juni 1972, am 15. März 1978 zum Erzbischof von Freiburg ernannt und am 3. Mai 1978 inthronisiert, emeritiert am 1. Juli 2002, † 3. Januar 2008                                                                              |             |        |
| 15  | Robert Zollitsch                             | 2003 | 2013 | * 9. August 1938 in Filipovo in Jugoslawien, am 27. Mai 1965 zum Priester geweiht, am 10. Juni 2003 zum Erzbischof von Freiburg ernannt und am 20. Juli 2003 zum Bischof geweiht. Nachdem Papst Franziskus seinen Amtsverzicht angenommen hatte, war Zollitsch Apostolischer Administrator des Erzbistums bis zur Weihe seines Nachfolgers.                                                                  |             |        |
| 16  | Stephan Burger                               | 2014 |      | * 29. April 1962 in Freiburg im Breisgau, am 20. Mai 1990 zum Priester geweiht, am 30. Mai 2014 zum Erzbischof von Freiburg ernannt und am 29. Juni zum Bischof geweiht. |             |        |